# Jakovlja
Jakovlja je tradicionalna fešta Kanfanara i Kanfanarštine. Traje dva dana i već dugo godina održava se zadnjeg vikenda u srpnju, u svezi s danom sv. Jakova. Održava se od 1991. godine. Mnoštvo je sadržaja kojima je cilj njegovanje i promocija tradicije i istarskih vrijednosti, a posebni su tu smotra istarskih volova i gastro show Fužijada. Smotra istarskih volova je središnji događaj koji manifestaciju prati od samih početaka radi promidžbe i očuvanja te plemenite pasmine kojoj prijeti izumiranje. Gastronomski dio čini promidžba istarske tjestenine biti će predstavljena kroz tradicionalni način izrade fuža. Održava se edukativno natjecanje gdje se ekipe natječu u pripremi fuža po tradicionalnoj recepturi. Za djecu se organizira "kutak" kroz koji mogu naučiti tradicijske vrijednosti Kanfanarštine. Manifestaciju prati športski (biciklijada, boćarski turnir, teniski turnir, nogomet), zabavni i kulturni program (izložbe, nastupi KUD-ova i glazbenika).

## Vanjske poveznice
- Glas Istre Aleta Brattoni: Predstavljen program ovogodišnje 29. Jakovlje: U PETAK FUŽIJADA, U SUBOTU SMOTRA VOLOVA